# Och du tände stjärnorna (sång)
Och du tände stjärnorna, skriven av Bert Månson, är en sång som spelades in av dansbandet Thorleifs, som vann "Hänts meloditävling" 1994 med låten. Samma år släppte de också den på singel, och låten blev en stor hit i Sverige. Melodin låg på Svensktoppen i sammanlagt 18 veckor under perioden 23 juli-19 november 1994, där bland annat förstaplatsen nåddes .
Den spelades också in med text på danska, som "Du tænde stjernerne".
I mars år 2000 hölls en omröstning om 1990-talets Thorleifs-låtar , där "Och du tände stjärnorna" placerade sig på första plats .
I TV-serien "Leende guldbruna ögon" 2007 framfördes melodin i inledningen.
Anne-Lie Rydé tolkade låten 2010 på dansbandstributalbumet Dans på rosor .